# 莫勒 (新澤西州)
莫勒（英語：Maurer）是位於美國新澤西州米德爾塞克斯縣的非建制地區。

## 歷史
莫勒的郵局於1892年設立，其後於1920年停運。

## 地理
莫勒所處的海拔為高於海平面4米（即13英呎），而該地所採用的時區為UTC-5，即北美东部时区（EST）。同時該地設有夏令時間，為UTC-5調快一小時，即UTC-4（EDT）。